# Clypastraea lepida
Clypastraea lepida är en skalbaggsart som först beskrevs av Leconte 1852.  Clypastraea lepida ingår i släktet Clypastraea och familjen punktbaggar. Inga underarter finns listade i Catalogue of Life.